# سارة ستوك
سارة ستوك هي مصارعة محترفة كندية، ولدت في 4 مارس 1979 في وينيبيغ في كندا.

## وصلات خارجية
- سارة ستوك على موقع CageMatch worker (الإنجليزية)
- سارة ستوك على موقع قاعدة بيانات المصارعة على الإنترنت (الإنجليزية)
- سارة ستوك على موقع عالم المصارعة على الإنترنت (الإنجليزية)
- سارة ستوك على موقع عالم المصارعة على الإنترنت (الإنجليزية)
- سارة ستوك على موقع IMDb (الإنجليزية)
- سارة ستوك على موقع قاعدة بيانات الفيلم (الإنجليزية)